# Jember Noto Hadinegoro Airport
Jember Noto Hadinegoro Airport är en flygplats i Indonesien.   Den ligger i provinsen Jawa Timur, i den sydvästra delen av landet, 800 km öster om huvudstaden Jakarta. Jember Noto Hadinegoro Airport ligger 88 meter över havet.
Terrängen runt Jember Noto Hadinegoro Airport är platt åt nordväst, men åt sydost är den kuperad. Terrängen runt Jember Noto Hadinegoro Airport sluttar västerut.Runt Jember Noto Hadinegoro Airport är det tätbefolkat, med 659 invånare per kvadratkilometer. Närmaste större samhälle är Jember, 7,8 km norr om Jember Noto Hadinegoro Airport. Trakten runt Jember Noto Hadinegoro Airport består till största delen av jordbruksmark.